# Bergführer

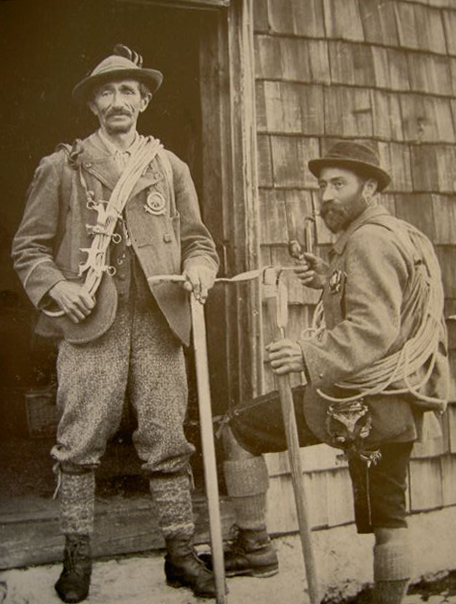
Anselm Klotz (links), vom Alpenverein 1885 autorisierter Lechtaler Bergführer

Bergführer sind – meist staatlich geprüfte – Alpinisten, die aufgrund ihrer Erfahrung, Ortskunde und speziellen Ausbildung gegen Bezahlung andere Wanderer, Kletterer und Bergsteiger verantwortlich im Gebirge führen bzw. ausbilden.
Neben diesen zivilen Bergführern haben auch Sicherheitskräfte für ihre alpinen Erfordernisse eigene Bergführer wie z. B. die Heeresbergführer.

## Entwicklung und Wesen
St. Niklaus im Schweizer Kanton Wallis gilt in der zweiten Hälfte des 19. Jahrhunderts als die Wiege des professionellen Alpinismus, wo sich heute auch das erste Bergführermuseum der Welt befindet. Oftmals waren die ersten Bergführer Hirten und Bergbauern, welche während der Sommermonate den (anfangs zumeist britischen) Reisenden alpine Erlebnisse boten. Im Zuge der zunehmenden touristischen Erschließung und Nutzung der Bergregionen im 19. Jahrhundert stieg der Bedarf an dieser Tätigkeit, so dass die Arbeit als Bergführer zu einem eigenen Berufszweig mit verbindlich geregelten Ausbildungswegen und gesetzlich geschütztem Titel entwickelt wurde.
Nicht nur Alpinisten benötigen Bergführer, sondern auch alle andere Berufszweige, die in alpinem oder sehr schwierigem Gelände unterwegs sind. Dazu gehören und gehörten Vermesser und Kartografen, Grenzwächter, Wildhüter, Rettungskräfte, Strahler und Wissenschaftler (z. B. Geologen, Wildtier-Biologen).
Viele Bergführer und Kletterer sind auch in der Bergrettung oder als Freiwillige bzw. Ehrenamtliche tätig, z. B. in Vereinen und für Jugendgruppen.
Üblicherweise wird von Bergführern Kompetenz sowohl für Sommertouren (Kletter- und Hochtouren) wie auch für Wintertouren (Skitouren und in jüngster Zeit Schneeschuhtouren) erwartet. Sehr häufig sind Bergführer daher zugleich Skiführer (mit Prüfung: Staatlich geprüfter Berg- und Skiführer).
Eine ähnliche Tätigkeit wie Bergführer üben die Tourenleiter der Alpenvereine und Alpenclubs aus. Ihre Ausbildung ist wesentlich kürzer und sie leiten Bergtouren im Auftrag ihrer Clubsektionen. Für anspruchsvolle Touren nehmen sie jedoch die Hilfe von Bergführern in Anspruch. Viele Clubsektionen in Berggebieten haben in den Reihen ihrer Mitglieder wiederum selbst Bergführer, welche vereinsintern ihre Dienste (zum Teil ehrenamtlich) anbieten.
Im Allgemeinen werden Bergführer im Voraus bezahlt. Muss eine Tour wegen äußerer Umstände (z. B. schlechtes Wetter) abgesagt, abgeändert oder abgebrochen werden, erhalten die Kunden eine Rückerstattung, welche sich am eingesparten Aufwand des Bergführers orientiert. Fehlt es beim Kunden an physischen oder bergsteigerischen Fähigkeiten und wird die Tour deshalb abgebrochen, erfolgt in aller Regel keine Rückerstattung.

## Ausbildung
Seit der Gründung der Internationalen Vereinigung der Bergführerverbände (IVBV) wurden die Ausbildungen international vereinheitlicht. Die Ausbildung ist dreigliedrig:
- Alpinistische Erfahrungen sammeln; Dokumentation dieser Bergtouren; Zulassungsprüfung zur Aspiranten-Ausbildung
- Aspiranten-Ausbildung im Sommer und im Winter. Mit dem Aspiranten-Diplom, welches 1 bis 5 Jahre gültig ist, kann der Aspirant gegen Bezahlung Alpinisten ausbilden und auf Touren leiten.
- Nach frühestens drei Jahren erfolgt die Prüfung zum Bergführer.

## Organisation und Struktur

Logo der Internationalen Vereinigung der Bergführerverbände

Seit 1966 sind die nationalen Bergführerverbände der Schweiz, Österreichs, Frankreichs und des Aosta-Tals in der Internationalen Vereinigung der Bergführerverbände (IVBV) zusammengeschlossen, vorrangig mit dem Ziel, die Aus- und Weiterbildung zu sichern und zu vereinheitlichen. Seither haben sich die Bergführer praktisch aller Länder, in welchen Alpinismus betrieben wird, dem IVBV angeschlossen.

### Bergführerwesen in Deutschland
In Deutschland sind die etwa 500 Bergführer im 1968 gegründeten Verband Deutscher Berg- und Skiführer (VDBS) organisiert. Der erste offizielle Bergführer Deutschlands war der Ramsauer Johann Grill. Die erste staatlich geprüfte Bergführerin ist Gudrun Weikert, die die Prüfung 1988 ablegte.
Im Öffentlichen Dienst in Deutschland existieren die Funktionen Heeresbergführer (Bundeswehr), Grenzschutzbergführer (Bundespolizei)  und Polizeibergführer (Bayerische Polizei).

### Bergführerwesen in Österreich
In Österreich sind die Berg- und Schiführer im Verband der Österreichischen Berg- und Schiführer (VÖBS) organisiert.
Im Ersten Weltkrieg wurden von der österreichisch-ungarischen Armee mehrere Bergführerkompanien für den Kampf im Hochgebirge gegen Italien aufgestellt. Verwendet wurde dafür möglichst nur vorgebildetes Personal (Bewohner aus den Bergregionen), die in Lehrgängen durch die sog. Alpinreferenten noch weiter ausgebildet wurden.

### Bergführerwesen in der Schweiz
In der Schweiz sind über 1400 aktive Bergführer im Schweizer Bergführerverband organisiert. Im Jahr 2020 waren es 42 Bergführerinnen und 1492 Bergführer. Der Frauenanteil beträgt damit knapp 3 %. Auf militärischer und behördlicher Seite existieren verschiedene Funktionen, zum Beispiel die Gebirgsspezialisten der Armee (Geb Spez Abt 1, ausgebildet in Andermatt), sowie die Alpinkader der verschiedenen Kantonspolizeien.

### Bergführerwesen in Südtirol
In Südtirol sind rund 180 aktive Bergführer im Verband der Berg- und Skiführer organisiert. Alle haben die dreijährige Berufsausbildung erfolgreich absolviert.
Da in Italien 1923 das deutschsprachige Vereinswesen verboten wurde, schlossen sich die Bergführer dem Club Alpino Italiano (CAI) an. Erst 1976 wurden die Südtiroler Berg- und Skiführer bei der Internationalen Vereinigung der Bergführerverbände (IVBV) als Einzelmitglieder aufgenommen. 1978 wurde ein neues Landesgesetz zur Berg- und Skiführerordnung erlassen, so dass die Landesberufskammer der Berg- und Skiführer Südtirol gegründet werden konnte. Im Anschluss wurde 1980 der Verband der Südtiroler Berg- und Skiführer gegründet. Seit dieser Zeit sind die deutschsprachigen Bergführer wieder unabhängig organisiert.

### Bergführerwesen in weiteren Ländern
In anderen Ländern sind Bergführer zum Teil keine Skiführer, da dafür der Hintergrund fehlt, so zum Beispiel in Nepal oder in den Anden.

## Bergführermethode
Unter der Voraussetzung, dass nach dem Sturz eines Bergführers z. B. in eine Gletscherspalte der oder die von ihm Geführten nicht in der Lage sind, den Gestürzten zu bergen, wird eine Methode der Selbstrettung „Bergführermethode“ genannt. Hierbei zieht der Bergführer sich selbst unter Verwendung von FB-Kreuzklemm oder Prusikknoten am Sicherungsseil mit einem improvisierten Flaschenzug in die Höhe.

## Historische Bergführerabzeichen

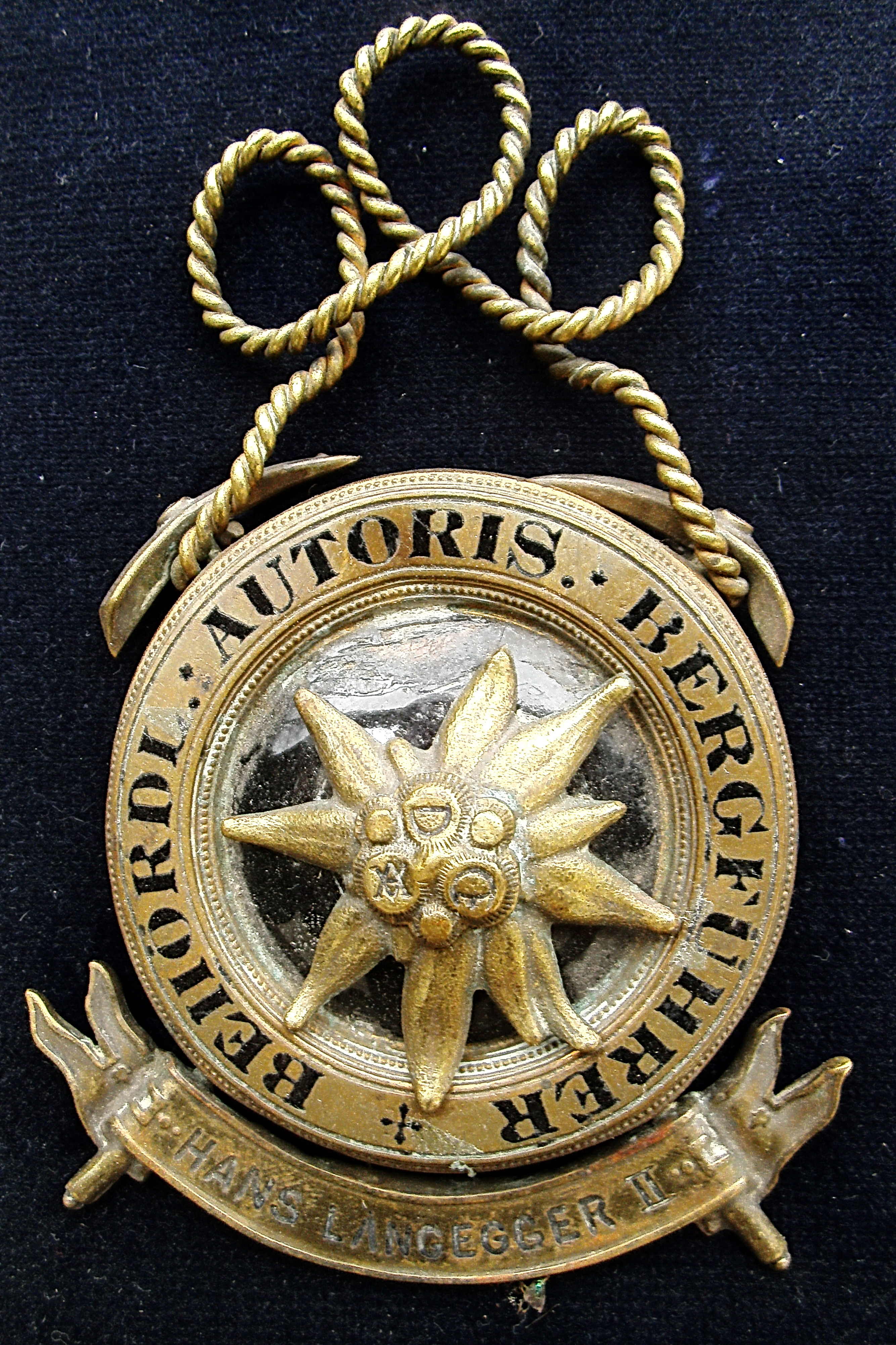
Anfängliches (ab 1882), sehr aufwendiges Abzeichen für Bergführer des Deutsch-Österreichischen Alpenvereins
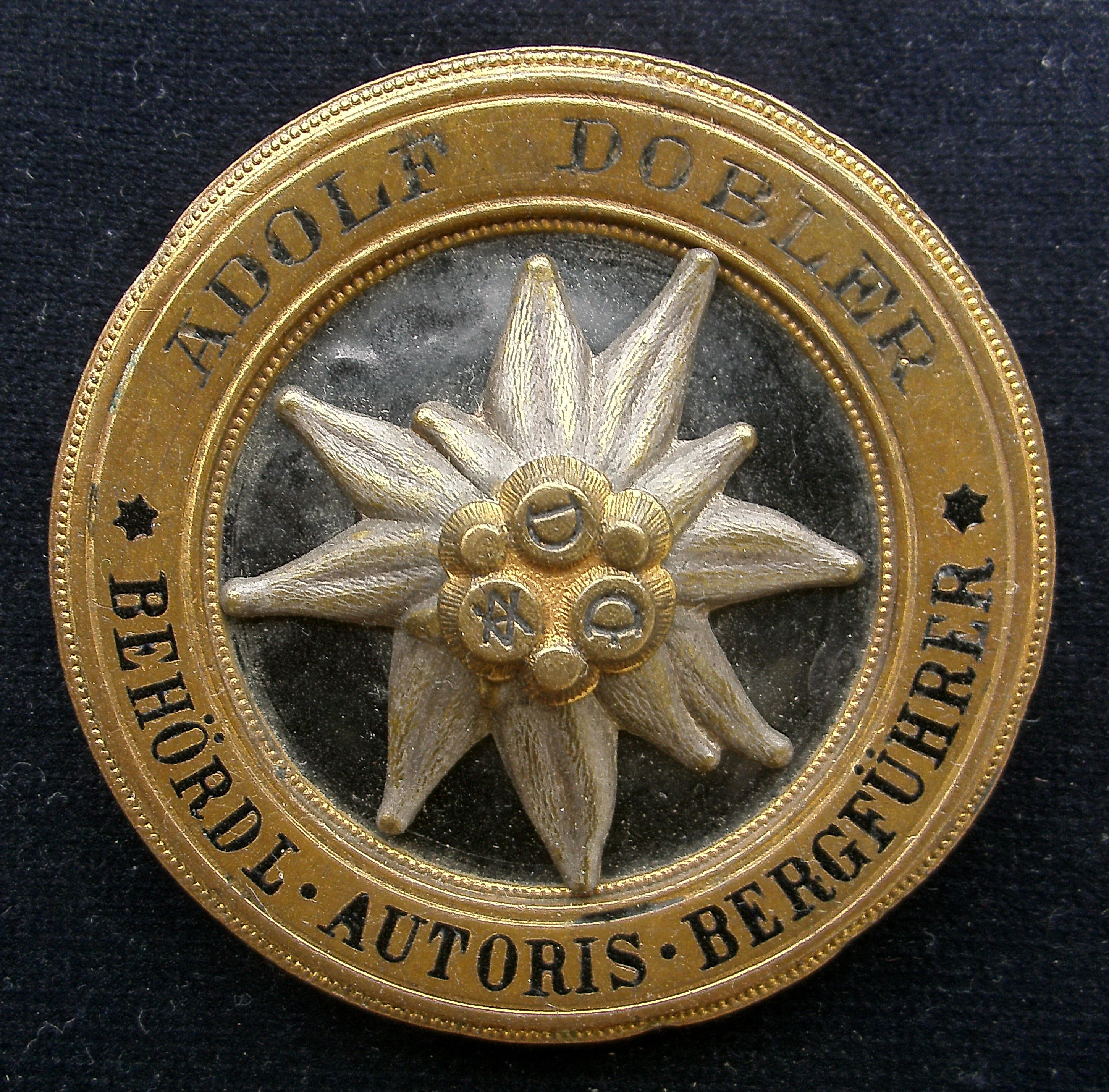
Vereinfachtes Bergführerabzeichen des DÖAV (um 1900)
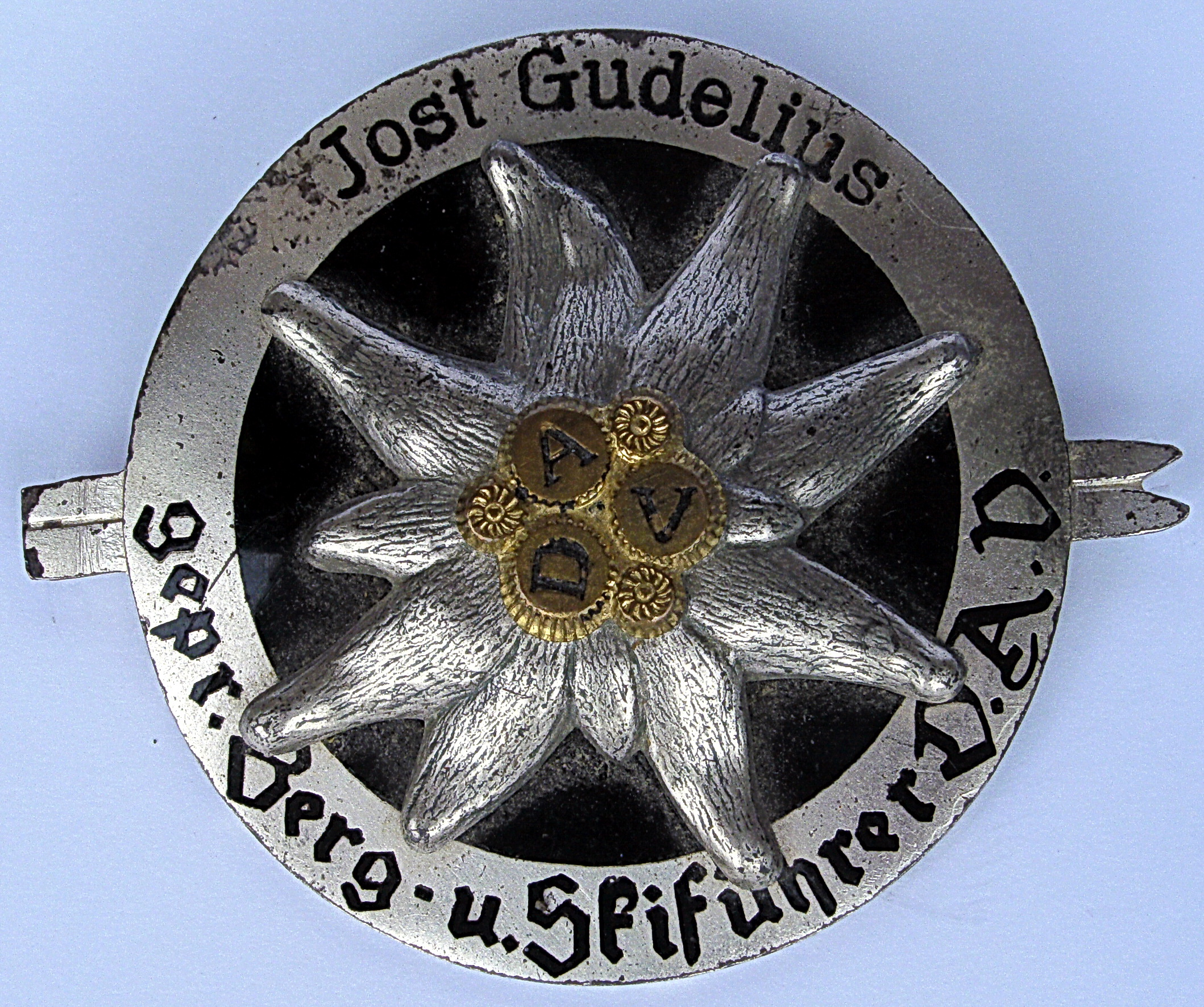
Abzeichen eines geprüften Berg- und Skiführers des Deutschen Alpenvereins bis in die 1970er Jahre
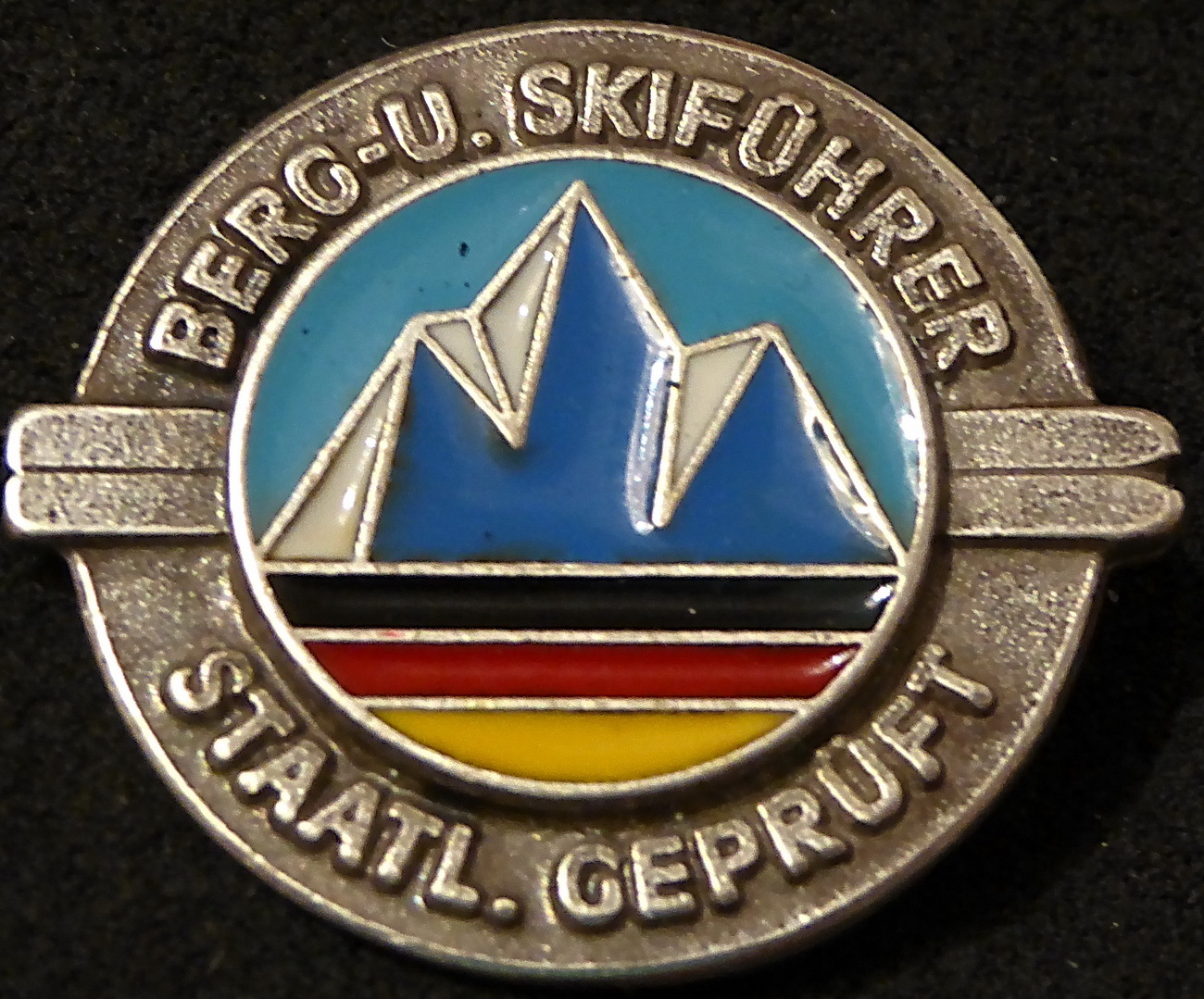
Bergführerabzeichen des Verbandes Deutscher Berg- und Skiführer seit den 1970er Jahren
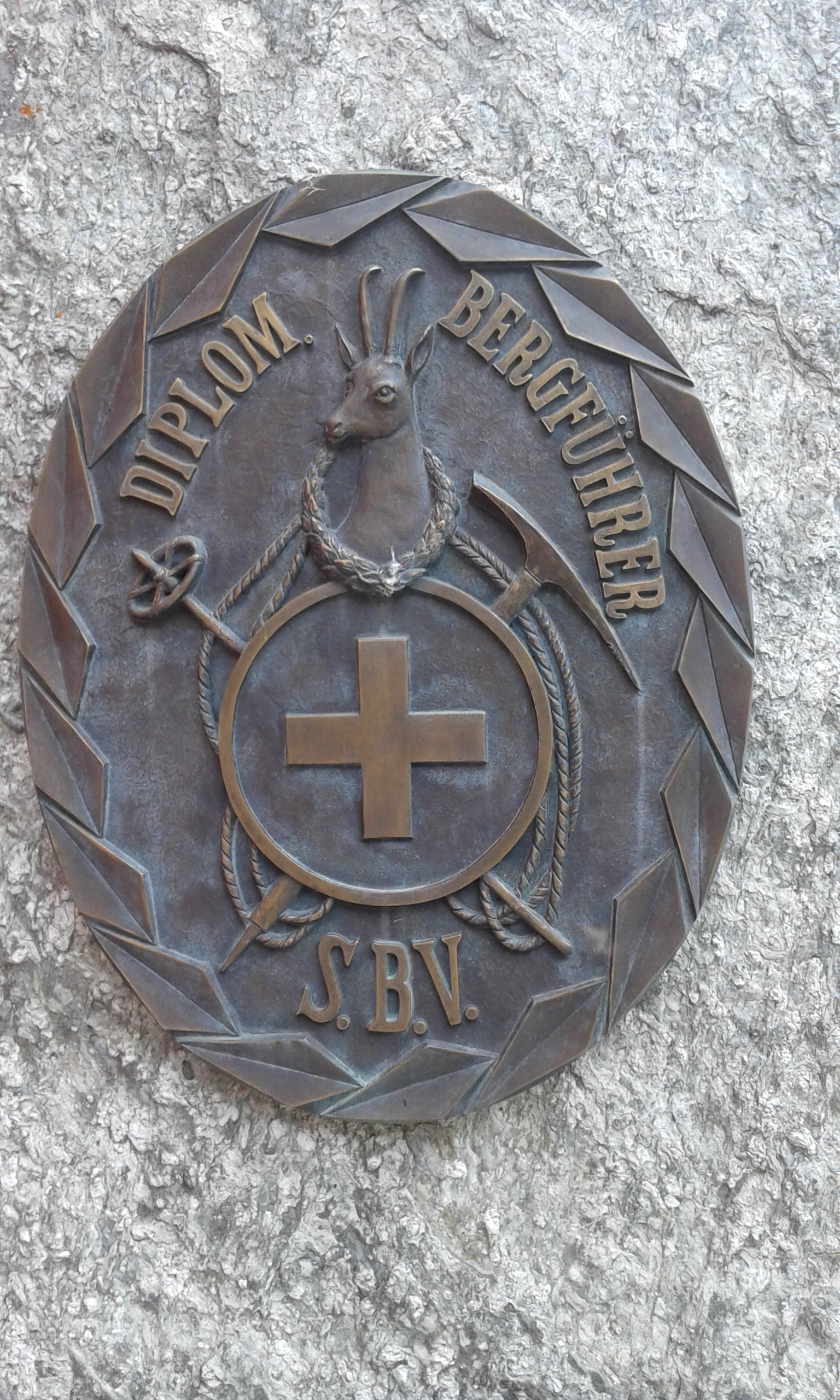
Das Originalabzeichen in Bronze (70 × 55 cm) der diplomierten Bergführer des Schweizer Bergführerverbands (S.B.V.) auf dem Bergführerdenkmal  in St. Niklaus Dorf